# 陈本峰
陳本峰（1980年8月5日—），福建莆田人，中國程式設計師，是紅芯瀏覽器的主要開發者。

## 生平
陳本峰自小喜歡玩電子遊戲，其後亦曾加入學校籃球隊，並曾代表學校參與福建省聯賽。1998年，陳本峰在普通高等學校招生全國統一考試中以莆田市理科第三名的成績考入中國科學技術大學電子工程學系。2年後，加入科大訊飛实习。他在中國科學技術大學畢業後取得全額獎學金，前赴香港科技大學計算機科學及工程學系就讀碩士學位。
2006年，陳本峰加入微軟，出任Internet Explorer的研發工程師，並曾參與開發与测试Internet Explorer 8、Internet Explorer 9和Internet Explorer 10。2012年，陳本峰離開微軟，在香港創辦從事解決跨屏網站問題的雲適配公司，並曾與香港商人李嘉誠旗下的和記黃埔合作。其後，由於陳本峰認為香港市場太小，於是回到中國大陸創業，在北京中關村創立紅芯。
早前，中國科網公司「紅芯時代」被踢爆，旗下的紅芯瀏覽器抄襲 Google Chrome。如今公司兩名創辦人陳本峰及高婧亦被捲入履歷造假風波。據紅芯官方資料，兩人履歷均十分優秀，可是有關公司及學校經查證後，紛紛稱與他們沒有關係。
據紅芯官方資料指，創辦人之一的陳本峰自 2000 年於香港科技大學畢業後，以核心工程師的身分，加入科大訊飛的草創團隊，致力研究網路及瀏覽器技術。可是，科大訊飛董事長劉慶峰表示初創成員中並不包括陳本峰，更指他「充其量不過是個實習生」。
而陳本峰本人亦宣稱自己在香港製作了一款「新聞匯集軟體」，但經媒體調查後發現，這個軟件是由教授領導的小組開發，陳本峰只是參與其中。在官方網站上，他亦自稱曾任職於微軟總部 IE 瀏覽器研發團隊，更開發出 IE 404 頁面。不過據新京報報道，陳本峰僅參與IE浏览器的基础测试工作，並非核心研发工作。
至於另一名創辦人高婧則被指學歷造假，在官方網站上她自稱畢業於「美國哈佛大學」及「香港科技大學」，但被揭發她只是曾以交換生身分短暫留學。其後官方網站亦將高婧的學歷改為「畢業於香港科技大學」。
而紅芯時代亦公開表示他們開發的瀏覽器已經被國務院、國資委、中車集團、國家電網、比亞迪、海信、中糧可口可樂等公私營機構採用為工作平台，但中車集團及海信已經否認此事。

## 紅芯抄襲Google Chrome之爭議
2018年8月15日，紅芯舉行發佈會，宣佈從大型上市公司及政府客戶獲得2.5億元人民幣的C輪系列融資，研發一款稱使用中國自主研發的瀏覽器核心、「打破美國壟斷」的瀏覽器。但新浪微博用戶Touko認為，紅芯的安裝文件經過解壓縮之後是Google Chrome瀏覽器。
紅芯被揭發抄襲Google Chrome的爭議在新浪微博流傳後，被中國大陸網民大肆批評，亦有網民將其與2003年上海交通大學以摩托羅拉晶片冒充為中國自主研發的漢芯相提並論。對此陳本峰承認紅芯是基於Google Chrome核心研發，但指紅芯在核心方面有自主創新，並強調紅芯沒有騙取國家資金，而其客戶均為企業客戶而沒特別強調政府客戶。但香港《明報》記者查閱紅芯的官方網站時發現，紅芯的客戶涵蓋國務院、國資委、国家航天局等中華人民共和國政府部門。